# Kerem Çalışkan
Kerem Çalışkan (* 1950) ist ein türkischer Journalist und der ehemalige Chefredakteur der Europa-Ausgabe der türkischen Zeitung Hürriyet. Diese wird in Mörfelden-Walldorf bei Frankfurt am Main vertrieben. Er gilt als einer der bedeutendsten Journalisten in der Türkei. Er hat die Deutsche Schule Istanbul besucht. Neben seiner journalistischen Tätigkeit ist er auch publizistisch tätig. So übersetzte er u. a. auch Gedichte von Bertolt Brecht ins Türkische. Im Sommer 2015 veröffentlichte er das Buch „Konstantinopel in Vergangenheit und Gegenwart“ von Friedrich Schrader (1917) in der Türkei in türkischer Übersetzung.

## Übersetzungen
- Friedrich Schrader: İstanbul 100 Yıl Öncesine Bir Bakış, Remzi Kitabevi, İstanbul 2015, ISBN 978-975-14-1675-9 (Original: „Konstantinopel in Vergangenheit und Gegenwart“, Mohr/Siebeck, Tübingen 1917 (online))